# Chersobius boulengeri
Chersobius boulengeri är en sköldpaddsart som beskrevs av  Brian I. Duerden 1906. Chersobius boulengeri ingår i släktet Chersobius och familjen landsköldpaddor. Inga underarter finns listade i Catalogue of Life.
Arten förekommer i Sydafrika och kanske i Namibia. Sköldpaddan lever i kulliga regioner och i bergstrakter mellan 800 och 1500 meter över havet. Den vistas i klippiga buskskogar med gräs och suckulenter. Den årliga nederbördsmängden ligger mellan 150 och 400 mm. Exemplaren vilar vid sidan av större stenar. Honor lägger ett ägg per tillfälle. Den närbesläktade arten Chersobius signatus lever 10 till 12 år.
Beståndet hotas av landskapsförändringar. Flera exemplar jagas av babianer. IUCN listar arten som starkt hotad (EN).